# Hostilianus
Gaius Valens Hostilianus Messius Quintus (? - 251), was een Romeins keizer in 251. Over het geboortejaar van Hostilianus is weinig bekend, behalve dat hij is geboren na 230. Toen hij keizer was, was hij dus hoogstens 20 jaar oud.
Hostilianus was de zoon van keizer Traianus Decius en diens vrouw Herennia Cupressenia Etruscilla. Hij was de jongere broer van keizer Herennius Etruscus, in wiens schaduw hij altijd heeft gestaan. Zijn broer genoot privileges omdat hij ouder en troonopvolger was. In een desastreuze veldtocht tegen koning Cniva van de Goten sneuvelden zowel zijn vader als zijn broer. Zij waren de eerste Romeinse keizers die bij een buitenlandse veldtocht werden gedood (in de Slag bij Abrittus).
Het leger riep hierop Trebonianus Gallus uit tot keizer, maar Rome erkende de rechten van Hostilianus. Daar Trebonianus een gerespecteerd generaal was, bestond er de angst voor weer een burgeroorlog. Die kwam er echter niet: Trebonianus legde zich neer bij de wil van Rome en adopteerde Hostilianus als zoon en maakte hem medekeizer. In 251 braken echter de pokken uit in Rome en Hostilianus stierf als een van de velen in deze epidemie. Daarmee was hij wel de eerste Romeinse keizer in 40 jaar die een natuurlijke dood stierf; de enige in een reeks van dertien.
Na de dood van Hostilianus benoemde Gallus zijn eigen zoon Volusianus tot medekeizer.